# 1957年2月花蓮地震
1957年2月花蓮地震（10月發生另起強震）發生於台北時間24日4時26分23秒，震央位於花蓮市東南東方70公里，深度60公里，規模7.3，花蓮感受最大震度為5級，其餘新竹、台中、日月潭、新港、大武、台東、宜蘭為4級，淡水、基隆、阿里山、高雄、恆春、澎湖為3級，另金門、馬祖同樣有感。
地震造成全島179間房屋倒塌，其中中部橫貫公路發生山崩，開路工程中的工人宿舍遭到土石掩埋倒塌，造成7死、6重傷及16人輕傷。

## 外部連結
- 張憲卿（經濟部中央地質調查所），淺談台灣歷史上的大地震 （页面存档备份，存于），《地科園地》第10期，1999年6月。